# كأس الاتحاد الكويتي 2008–09
أقيمت بطولة كأس الاتحاد الكويتي لموسم 2008/2009 بداية في يوم 7 سبتمبر 2008، وقد قسمت الفرق إلى مجموعتين، ترأس نادي الكويت بطل الدوري الكويتي 2007/2008 المجموعة الأولى وترأس نادي العربي الكويتي المجموعة الثانية بصفته بطل لكأس الأمير 2007/2008، وقد لعبت المباراة النهائية للبطولة في يوم 21 يناير 2009، وفاز نادي القادسية الكويتي بلقب البطولة، وقد حصل لاعب نادي العربي الكويتي السوري فراس الخطيب على لقب هداف البطولة برصيد 8 أهداف.

## البطولة

### المجموعة الأولى
| الفريق        | لعب | فاز | تعادل | خسر | له | عليه | النقاط |
| ------------- | --- | --- | ----- | --- | -- | ---- | ------ |
| نادي الكويت   | 6   | 4   | 1     | 1   | 13 | 6    | 13     |
| نادي القادسية | 6   | 4   | 0     | 2   | 16 | 10   | 12     |
| نادي السالمية | 6   | 2   | 2     | 2   | 7  | 6    | 8      |
| نادي النصر    | 6   | 2   | 1     | 3   | 8  | 12   | 8      |
| نادي اليرموك  | 6   | 2   | 1     | 3   | 10 | 13   | 7      |
| نادي الفحيحيل | 6   | 1   | 2     | 3   | 6  | 9    | 5      |
| نادي التضامن  | 6   | 1   | 2     | 3   | 6  | 10   | 5      |

### المجموعة الثانية
| الفريق          | لعب | فاز | تعادل | خسر | له | عليه | النقاط |
| --------------- | --- | --- | ----- | --- | -- | ---- | ------ |
| نادي الشباب     | 6   | 4   | 1     | 1   | 12 | 7    | 13     |
| نادي كاظمة      | 6   | 4   | 1     | 1   | 10 | 5    | 13     |
| نادي العربي     | 6   | 4   | 0     | 2   | 16 | 8    | 12     |
| نادي خيطان      | 6   | 3   | 1     | 2   | 7  | 5    | 10     |
| نادي الساحل     | 6   | 2   | 1     | 3   | 9  | 9    | 7      |
| نادي الصليبيخات | 6   | 1   | 0     | 5   | 8  | 18   | 3      |
| نادي الجهراء    | 6   | 1   | 0     | 5   | 5  | 15   | 3      |

## دور خروج المغلوب

### الدور النصف نهائي
| نادي كاظمة | 1:1 (5:6) | نادي الكويت |
| ---------- | --------- | ----------- |
| فهد الفهد  |           | جهاد الحسين |

| نادي القادسية الكويتي                     | 1:3 | نادي الشباب الكويتي |
| ----------------------------------------- | --- | ------------------- |
| نواف المطيري محمود عبد الرحمن خلف السلامة |     | عبد الله المطوع     |

### النهائي
| نادي القادسية الكويتي | 0:1 | نادي كاظمة |
| --------------------- | --- | ---------- |
| خلف السلامة           |     |            |

## الهداف
ثمانية أهداف
فراس الخطيب (العربي).
خمسة أهداف
سعود المجمد (القادسية).
ناصر شافي (الشباب).
سعود سويد (السالمية).
حسين الموسوي (العربي).
أربعة أهداف
عبد الله نهار (الكويت).
أنتونيو توبانغو (الشباب).
ثلاثة أهداف
آرثر ديكيرا (الصليبيخات).
يوسف ناصر (كاظمة).
إسماعيل العجمي (الكويت).
داني مرواندا (التضامن).
خلف السلامة (القادسية).
هدفين
محمد يوسف (خيطان).
حمد العنزي (القادسية).
خالد علي ناصر (الساحل).
مشعل ذياب (الصليبيخات).
عفاس الهرشاني (الصليبيخات).
عبد الله المطوع (الشباب).
ماجد خزيم (اليرموك).
محمد حبيب (اليرموك).
مسعود فريدون (النصر).
بندر فهد (النصر).
جيري أريال (النصر).
جهاد الحسين (الكويت).
خالد الشمري (كاظمة).
فهد الفهد (كاظمة).
أيوبا أنجومري (الجهراء).
رودريغو (اليرموك).
طلال العامر (القادسية).
سلمون (الفحيحيل).
هدف
مارسيلو كوستا (النصر).
بدر بوحمد (القادسية).
صالح وليد (التضامن).
ماركوفيتش (الشباب).
علي عبد العزيز (خيطان).
أراغو سيلفا (كاظمة).
يحيى العنزي (الفحيحيل).
إيمانويل ديمبا (الجهراء).
يوسف سعد (الساحل).
عبد الله عايد (الجهراء).
ناصر علي (كاظمة).
بدر يوسف (الساحل).
سعد الدوسري (الساحل).
محمد أحمد (الساحل).
علي أشكناني (العربي).
محمد راكان (الفحيحيل).
علي البطي (خيطان).
حسين عياد (الفحيحيل).
ضاري سعيد (القادسية).
محمد راشد الفضلي (القادسية).
عبد الرحمن العوضي (الكويت).
مرزوق زكي (الساحل).
زيد العيدان (اليرموك).
فايز بندر (القادسية).
سعد الهاجري (الساحل).
محمد علي (خيطان).
محمد سالم (التضامن).
عبد العزيز المشعان (القادسية).
جراح الزهير (العربي).
يونس المشيفري (كاظمة).
محمود عبد الرحمن (القادسية).
هاشم الرامزي (اليرموك).
عصام فايل (النصر).
محمد حسين (السالمية).
منصور مبارك (الشباب).
إسماعيل عبد اللطيف (العربي).
أورنس محمد (الجهراء).
طارق الشمري (كاظمة).
عبد العزيز الفيلكاوي (اليرموك).
فهد دابس (التضامن).
أحمد هاني (اليرموك).
رائد عبد الرزاق (خيطان).
حسين سراج (الفحيحيل).
مشاري براك (الساحل).
صالح البريكي (السالمية).
صالح الشيخ (القادسية).
عبد الهادي خميس (الكويت).
محمد عثمان (خيطان).
نواف المطيري (القادسية).
ثامر الهاجري (الصليبيخات).
يوسف اليوحة (الكويت).
فرج لهيب (الكويت).
حسين حاكم (الكويت).